# Florida State Road 20
Die Florida State Road 20 (kurz FL 20) ist eine State Route im US-Bundesstaat Florida, die in West-Ost-Richtung verläuft. Sie beginnt in Niceville im Okaloosa County an der State Road 85 und endet in Bunnell im Flagler County am U.S. Highway 1 (FL 5).

## Streckenverlauf
Die State Road beginnt in Niceville im Okaloosa County und führt westwärts an der Choctawhatchee Bay entlang, bevor sie den Choctawhatchee River und den Apalachicola River überquert, den Apalachicola National Forest durchquert und die Hauptstadt Tallahassee erreicht. Von hier bis High Springs begleitet der U.S. Highway 27 die Straße und überquert dabei den Aucilla River und den Suwannee River. Gemeinsam mit dem U.S. Highway 441 führt die Straße weiter über Alachua (wo die Interstate 75 gekreuzt wird) nach Gainesville. Die State Road führt weiter über Palatka, wo der St. Johns River gequert wird, und endet schließlich weiter südostwärts bei Bunnell im Flagler County.